# Helen Foster
Pour les articles homonymes, voir Foster.
Helen Foster, née le 23 mai 1906 à Independence, Kansas (États-Unis) et morte le 25 décembre 1982  à Los Angeles (États-Unis), est une actrice américaine.

## Filmographie
- 1925 : On the Go : Nell Hall
- 1925 : Reckless Courage : Doris Bayne
- 1925 : The Bandit's Baby (en) de  James P. Hogan : Esther Lacy
- 1925 : The Tourist
- 1925 : Maid in Morocco
- 1926 : Move Along : The Girl
- 1927 : California or Bust : Nadine Holtwood
- 1927 : The Courage of Collins : Rose Foster
- 1927 : When a Dog Loves : Agnes Flanagan
- 1927 : Naughty Nanette : Lucy Dennison
- 1927 : The Outlaw Dog : Helen Meadows
- 1927 : Hands Off : Myra Perkins
- 1928 : 13 Washington Square : Mary Morgan
- 1928 : The Road to Ruin : Sally Canfield
- 1928 : Haunted Island : Rosalind Joy
- 1928 : Won in the Clouds : Grace James
- 1928 : Hellship Bronson : Mary Younger
- 1928 :  L'Infidèle (The Mating Call) de James Cruze : Jessie Peebles
- 1928 : Sweet Sixteen : Cynthia Perry
- 1929 : Should a Girl Marry? : Alice Dunn
- 1929 : Finders Keepers
- 1929 : The Sky Skidder (en) de Bruce M. Mitchell : Stella Hearns
- 1929 : Linda : Linda
- 1929 : Circumstantial Evidence : Jean Benton
- 1929 : Hoofbeats of Vengeance : Mary Martin
- 1929 : The Harvest of Hate : Margie Smith
- 1929 : Gold Diggers of Broadway : Violet
- 1929 : Painted Faces : Nancy
- 1929 : So Long Letty : Sally Davis
- 1931 : The Primrose Path
- 1932 : Ghost City : Laura Martin
- 1932 : Sinister Hands : Vivian Rogers
- 1932 : The Saddle Buster (en) de Fred Allen : 'Sunny' Hurn
- 1932 : The Boiling Point (en) de George Melford : Lora Kirk
- 1932 : Young Blood : Gail Winters
- 1932 : The Big Flash : Nadine's Maid
- 1932 : Lucky Larrigan : Virginia Bailey
- 1934 : The Road to Ruin : Ann Dixon
- 1934 : Aventure d'une évadée (School for Girls) : Eleanor
- 1939 : North of Shanghai : Undetermined Role
- 1940 : Le Cavalier du désert (The Westerner) : Janice
- 1942 : Parachute Nurse (en) de Charles Barton : Company 'C' Girl
- 1948 : Appelez nord 777 (Call Northside 777) : Secretary
- 1948 : Ce bon vieux Sam (Good Sam)
- 1952 : Never Wave at a WAC : Capt. Finch
- 1956 : Le Tour du monde en quatre-vingts jours (Around the World in Eighty Days) : Extra

## Distinction
- 1929 : WAMPAS Baby Stars